# Dominique Deruddere
Dominique Deruddere (Turnhout, 15 giugno 1957) è un regista, sceneggiatore, attore  e produttore cinematografico belga.
Con il film Assolutamente famosi (Iedereen beroemd!) ha ricevuto la candidatura per l'Oscar al miglior film in lingua straniera ai Premi Oscar 2001.

## Filmografia
Regista e sceneggiatore
- Crazy Love - Compagni di sbornia (Crazy Love) (1987)
- Le ragioni del cuore (Wait Until Spring, Bandini) (1989)
- Hombres complicados (1998) - anche produttore
- Assolutamente famosi (Iedereen beroemd!) (2000) - anche produttore
- Die Bluthochzeit (2005)
- Firmin (2007) - anche produttore
- Cuori in volo (Flying Home) (2014) - anche produttore

Solo regista
- Oranje licht (1975)
- Suite 16 (1994)
- Pour le plaisir (2004)

Solo sceneggiatore
- Brussels by Night (1983)

Attore
- Istanbul, regia di Marc Didden (1985)
- La patinoire, regia di Jean-Philippe Toussaint (1998)